# Parkett (scenografi)
Parkett, äldre parterr, är i scenografi de publikplatser som ligger på samma höjd, eller strax under, scenen, till skillnad från upphöjda rader och balkonger. De platser som är allra längst fram, kallas för första parkett. Dessa platser är ofta ganska eftertraktade vid liveshower då skådespelarna ibland integrerar med publiken och tar upp dem på scenen. Ordet parkett används såväl som vid teatersalonger som i biosalonger. 
I boxning och kampsport motsvaras parketten av ringside.